# 쿠테나이족

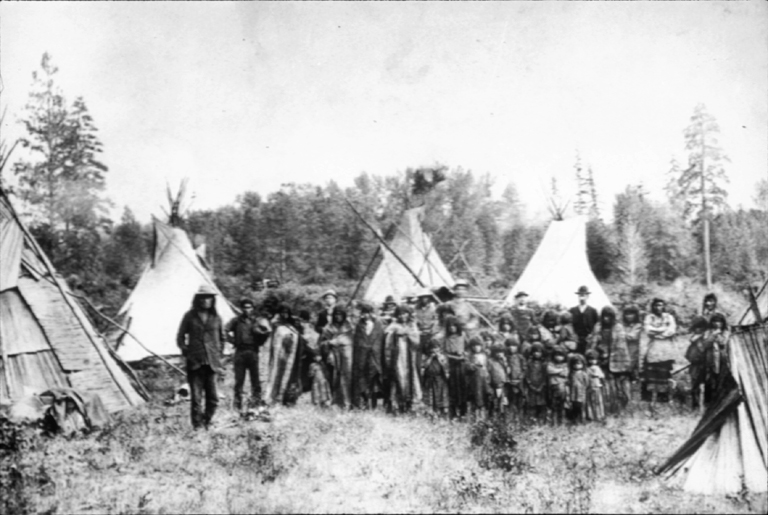
1900년경의 쿠테나이 부족

쿠테나이족이나 쿠트니족(영어: Kutenai, Kootenay, Kootenai /ˈkuːtəneɪ, -niː/) 또는 크투나하족(Ktunaxa)은 미국과 캐나다에 걸친 지역에 거주하는 선주 민족이다. 쿠테나이 부족들은 캐나다 브리티시컬럼비아주 남동부와 미국 아이다호주 북부, 몬태나주 서부에 분포하였다. 이들의 언어인 쿠테나이어는 고립어로서, 알려진 어떠한 언어와도 연관성이 없다.
캐나다에서는 4개 부족이 퍼스트 네이션 자치정부인 Ktunaxa Nation을 이루고 있다. Ktunaxa Nation은 역사적으로 인근의 슈스왑족(Shuswap)과 부족 연맹이나 통혼을 통해 깊은 관계를 가지고 있었다. 미국에서는 아이다호주와 몬태나주의 양 집단이 연방 공인 부족으로 지정되어 있다.

## 같이 보기
- 쿠트니스
- 세일리시족